# ياسمين (اسم)

اسم ياسمين مكتوب بخط عربي عادي

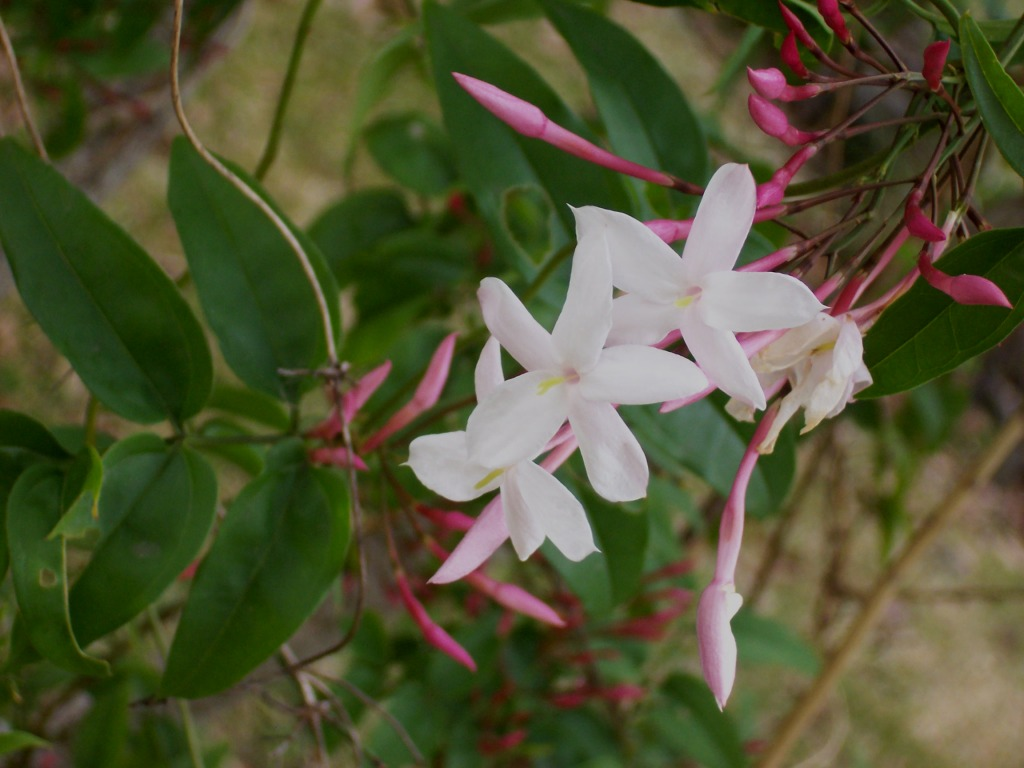
زهرة الياسمين الزهري، في جزيرة لا ريونيون الفرنسية

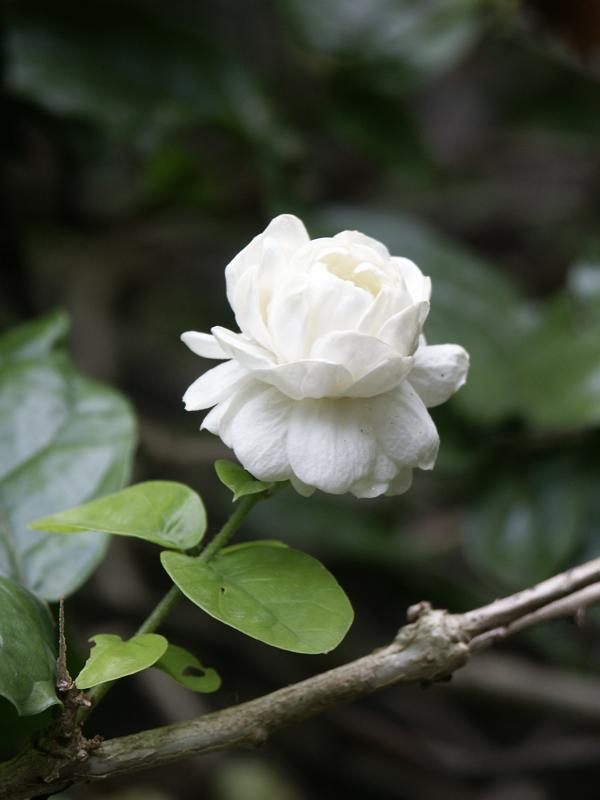
زهرة الياسمين: واحدة من معاني اسم ياسمين

ياسمين جمع ومفرده ياسمينة، اسمٌ علم منتشر في العديد من بلدان الوطن العربي، إضافة إلى بقية اللغات والبلدان. هو اسم أنثوي شائع في اللغة العربية والفرنسية والفارسية والعبرية. والاسم موجود في أصول اللغة العربية ومصدره زهرة الياسمين (المنتشرة في الشام، على الأخص في مدينة دمشق). ويدخل استخدام الاسم في اللغة المحكية اليومية، إذ يقال في اللغة صباحُ الفلِّ واليَاسَمِين، أي ليَكُن صباحُك عَطِراً جميلا.

## أصل التسمية
الاسم مسمى على زهرة الياسمين، والياسَمينُ هو نبتة جُنَيبة من الفصيلة الزيتونية والقبيلة الياسمينية، تُزرَعُ لزهرها الفوّاح، يُستخَرَجُ منه دُهن الياسمين من زهر بعض أَنواعه.

## الدلالات المرتبطة
قد يدل الاسم على الميل للطبيعة، والتأمل، والنزهات والخضرة. له ارتباط بالعطر. والأناقة. وقد يرمز إلى الهدوء بالطبيعة والفطرة.

## أعلام باسم ياسمين
- ابن الياسمين عالم رياضيات مغربي (1204م).
- الأميرة ياسمين إحدى شخصيات فيلم علاء الدين وإحدى أميرات ديزني.
- ياسمينة صالح روائية جزائرية.
- ياسمين شاهين لاعبة كرة يد تركية.
- ياسمين لاري مهندسة معمارية باكستانية.
- ياسمين عبد العزيز ممثلة مصرية.
- ياسمين ليفي مغنية إسرائيلية.
- ياسمين سراج متزلجة جليد أمريكية.
- ياسمينا رضا كاتبة مسرحية وروائية وكاتبة سيناريو فرنسية.